# Герб Чугуевского района (Приморский край)
Герб муниципального образования Чугуевский район Приморского края Российской Федерации — является официальным символом района.
Герб утверждён Решением № 682 Думы Чугуевского муниципального района 30 мая 2008 года.
Герб внесён в Государственный геральдический регистр Российской Федерации под номером 4194.

## Описание герба
«В зелёном поле щита — золотая таёжная лиана с ягодной гроздью. В вольной части — герб Приморского края».

## Описание символики
Цвет поля щита — зелень — олицетворяет буйную растительность Уссурийской тайги.
Геральдическая фигура — герб Приморского края.
Негеральдическая фигура — таёжные лианы (лимонник, актинидия, виноград).
Автор герба — заслуженный работник культуры РСФСР Крет П. П. (город Арсеньев)

## История герба
4 марта 2010 года Решением Думы Чугуевского района № 967-НПА в Положение о гербе района были внесены изменения. Описание герба и его символики остались без изменения.